# Občina Železniki
Občina Železniki so ena od občin v Republiki Sloveniji s središčem v Železnikih. Občina leži v severozahodnem delu Slovenije in spada pod Gorenjsko statistično regijo. Obsega večji zgornji del Selške doline skupaj z Davčo in naprej proti prevalu Petrovo brdo in Bohinjsko sedlo. Meji na sosednje občine Bohinj, Cerkno, Gorenja vas - Poljane, Kranj, Škofja Loka in Tolmin. Obsega 164 m2 znotraj katerih v 26 naseljih živi 6807 prebivalcev.

## Občinski grb
Grb občine Železniki ima obliko poznogotskega ščita. Grb je razdeljen diagonalno na štiri polja in prikazuje geografske značilnosti občine. Plavž je osnovni motiv grba, ob straneh pa sta vkomponirana dva ročno kovana žeblja. V petih poljih, gledano od spredaj, je v desnem znak čipkarstva, »klekelj«, v levem pa smrekova vejica, ki simbolizira lesno industrijo v občini. 

## Naselja v občini
Davča, Dolenja vas, Dražgoše, Golica, Kališe, Lajše, Martinj Vrh, Ojstri Vrh, Osojnik, Podlonk, Podporezen, Potok, Prtovč, Ravne, Rudno, Selca, Smoleva, Spodnja Sorica, Spodnje Danje, Studeno, Sv. Lenart, Topolje, Torka, Zabrdo, Zabrekve, Zala, Zali Log, Zgornja Sorica, Zgornje Danje, Železniki

## Geografski oris
Občina Železniki leži v severovzhodnem delu Slovenije in spada pod Gorenjsko statistično regijo. Obsega večji del zgornje Selške doline skupaj z Davčo in naprej proti prevalu Petrovo brdo in Bohinjsko sedlo. Občina je nadpovprečno gozdnata, saj je delež gozda v občini večji od 80 % površine občine. Površje znotraj občine je razen dolinskega dna hribovito z nadpovprečno strmimi pobočji, prepletenimi z ozkimi dolinami in grapami. Najvišja točka v občini je Altemaver z 1679 m n. m. v. Geološko gledano je kamninska sestava tako kot drugod v predalpskem hribovju zelo pestra. Prevladujejo apnenci in dolomiti, ki se menjajo z območji neprepustnih kamnin, predvsem so to razne usedline (meljevci in glinavci), najdemo pa lahko tudi ostanke vulkanskih kamnin. Večji del občine spada pod zmerno celinsko podnebje zahodne in južne Slovenije, izjema so le predeli višji od 1500 m n. m. v, ki spadajo že pod gorsko podnebje. Za celotno občino je značilen submediteranski padavinski režim. Zaradi velikega naklona površja, kar omogoča hitro odtekanje vode, ima večina vodotokov, med njimi tudi Selška Sora, hudourniški značaj, zato so poplave dokaj pogoste.

## Zgodovina
Železniki se prvič omenjeni 973., ko je cesar Oton II. z dvema darovnicama podelil ozemlje škofom iz Freisinga. Ker so bili kraji okoli Železnikov redko poseljeni, so se freisinški škofje odločili kolonizirati ozemlje Selške doline. Kolonizacija je v več fazah trajala do konca 14. stoletja. Leta 1277 so freisinški škofje dobili od Rudolfa Habsburškega rudarski regal za Kranjsko, kar jim omogoči izkoriščanje rudnih bogastev na svojem ozemlju. Ta listina predstavlja začetek več kot 600 letnega obdobja železarstva v Železnikih.
Železarstvo je svoj višek doseglo v 16. stoletju, ko so imeli v Železnikih, poleg Jesenic, najvišjo proizvodnjo železa na Kranjskem. Z razvojem železarstva se je večala tudi vloga samega kraja v okolici. Leta 1575 dobijo železnike trške pravice, dobrih 50 let kasneje, leta 1622, pa dobijo tudi lastno župnijo; pred tem letom so Železniki spadali pod župnijo Selca. Železniki leta 1850 v skladu z zahtevami marčne revolucije dobijo lastno občino, ki je obsegala le del, ki se je ukvarjal s fužinarstvom ne pa tudi kmetijskih območij, ki sta postali občina Selca in Zali log.
Železarstvo v Železnikih je v drugi polovici 19. stoletja padlo v hudi krizo. Zaradi zastarelih postopkov taljenja in obdelave železa je postalo železarstvo v Železnikih nekonkurenčno. Med letoma 1881 in 1883 je ugasnil spodnji plavž, medtem ko so v zgornjem plavžu rudo talili do leta 1902. S koncem železarstva je v Železnikih nastopila huda revščina, kar se je odražalo tudi pri gibanju prebivalstva. Pred krizo je leta 1834 v Železnikih živelo 1627 ljudi, po propadu železarstva pa le še 950 (1910) . Zaton železarstva pa se ni poznal pri ustanavljanju društev. Leta 1885 so kovači ustanovili Bralno društvo, ki je obstajalo vse do leta 1910. Gasilsko društvo je bilo ustanovljeno leta 1898. Leta 1908 je v Železnikih začelo delovati sokolsko društvo, leto kasneje pa je bilo po posredovanju tedanjega župnika ustanovljeno še orlovsko društvo. S koncem železarstva je v Železnikih nastopila huda revščina. Revščino so blažile obrti kot so usnjarstvo, strojarstvo in mizarstvo, nekaj dohodka pa je prinašalo tudi čipkarstvo, ki so se ga ženske prenesle iz Idrije. Nazadovanje Železnikov je trajalo celotno prvo polovico 20. stoletja - v Železnikih je v začetku 30. let živelo 838 ljudi, kar je za polovico manj kot stoletje poprej.
Po koncu druge svetovne vojne se v Železnikih ponovno razvije industrija. Leta 1946 nastane Kovinarska zadruga NIKO, iz katere se kasneje razvijeta podjetji Niko in Domel. Ponoven razvoj industrije je omogočil ponoven vzpon Železnikov, ki v naslednjih desetletjih postanejo zaposlitveni center Selške doline. Leta 1955 Zakon o območju okrajev in občin v Ljudski republiki Sloveniji združi občine Selca, Zali log in Železniki v občino Železniki ki je po svojem obsegu enaka današnji. Občina se v taki obliki obdrži do leta 1964, ko je priključena občini Škofja Loka. Železniki ponovno dobijo svojo občino leta 1994, ko državni zbor na podlagi referenduma za ustanovitev občin 3. oktobra 1994 sprejme Zakon o ustanovitvi občin ter določitvi njihovih območij. Ponovno ustanovljena občina Železniki je obsegala enak teritorij kot pred njeno ukinitvijo leta 1964. Na prvih lokalnih volitvah je bil v drugem krogu za župana izvoljen Alojzij Čufar.

## Gospodarstvo in turizem
V občini Železniki imajo sedež 3 večja podjetja: Domel holding, Niko in Alples, ki so hkrati tudi največji delodajalci v občini. V podjetju Domel se ukvarjajo z razvojem in izdelavo EC-sistemov in sesalnih enot, V Niku izdelujejo pisarniški material, medtem ko se v podjetju Alples ukvarjajo z lesno predelovalnimi dejavnostmi. Poleg treh večjih zaposlovalcev je v občini živa tudi obrtna dejavnost, kar pripomore k večjemu deležu samozaposlenih prebivalcev. S kmetijsko dejavnostjo se v občini ukvarja malo kmetov. Najboljše možnosti za kmetovanje so v ravninskem delu Dolenje vasi, Selc in Studena, medtem ko se kmetje po okoliških vaseh zaradi skope zemlje in težjega obdelovanja vedno bolj zatekajo k dopolnilnim dejavnostim kot so kmečki turizem, kmetije odprtih vrat. Ugodne gospodarske razmere pripomorejo k temu pripomore k temu, da je bila stopnja brezposelnosti konec leta 2016 v občini 3,8, kar je skoraj trikrat manj od slovenskega povprečja. Kljub dobremu gospodarskemu stanju v občini pa je bila povprečna plača na osebo v bruto znesku za približno 9 % nižja od letnega povprečja mesečnih plač v Sloveniji, v neto znesku pa za približno 6 %.
Turizem v občini Železniki sloni na edinstveni tehniški dediščini in bogatih možnosti za rekreacijo. V Železnikih si obiskovalec lahko poleg plavža ogleda tudi muzej, ki s svojimi zbirkami prikazuje razvoja železarstva in obrti, ki so bile potrebne za njegovo nemoteno delovanje. V zgornjih prostorih muzeja pa je razstavljena obsežna zbirka čipk in soba posvečena NOB-ju. Zaradi svoje hribovitosti občina Železniki ponuja ogromno možnosti za rekreacijo. Tekom leta so priljubljene destinacije pohodnikov gore Ratitovec, Porezen in Soriška planina. Na poti do izhodišč pa se obiskovalci lahko ustavijo v Dražgošah, kjer izdelujejo tradicionalni dražgoški kruhek, Davči, kjer si lahko ogledajo predelavo lanu ali pa v Sorici, kjer se je rodil znani slovenski slikar Ivan Grohar. V zimskem času turiste poleg pohodništva v občino vabi bližina smučišč Cerkno, Rudno, Soriška planina in Stari vrh, ki ležijo znotraj ali pa v neposredni bližini same občine.

## Galerija
- Železnikarski plavž
- Vzhodni slap na Plenšaku
- Zahodni slap na Plenšaku